# اروین محمدف
اروین محمدف (اوکراینی: Ервін Ільдарович Меметов؛ زادهٔ ۷ فوریهٔ ۱۹۹۰) بازیکن فوتبال اهل اوکراین است.